# Eugen Ekman
Eugen Ekman (n. 27 octombrie 1937, Vasa, Vaasa Province⁠(d), Finlanda) este un gimnast artistic ce a reprezentat Finlanda, medaliat olimpic. A participat la două ediții ale Jocurilor Olimpice (1960, 1964) în care a câștigat o medalie de aur.

## Participări
Lista de mai jos prezintă principalele competiții la care a participat Eugen Ekman de-a lungul carierei.
- gymnastics at the 1960 Summer Olympics – men's pommel horse[*]